# Gambit Hậu không tiếp nhận, Bẫy Rubinstein
|   | a | b | c | d | e | f | g | h |   |
| 8 | a8 black rook · c8 black bishop · d8 black queen · e8 black rook · g8 black king · b7 black pawn · d7 black knight · e7 black bishop · g7 black pawn · h7 black pawn · a6 black pawn · c6 black pawn · d5 black pawn · f5 black pawn · d4 white pawn · e4 black knight · f4 white bishop · c3 white knight · d3 white bishop · e3 white pawn · f3 white knight · a2 white pawn · b2 white pawn · c2 white queen · f2 white pawn · g2 white pawn · h2 white pawn · c1 white rook · f1 white rook · g1 white king | a8 black rook · c8 black bishop · d8 black queen · e8 black rook · g8 black king · b7 black pawn · d7 black knight · e7 black bishop · g7 black pawn · h7 black pawn · a6 black pawn · c6 black pawn · d5 black pawn · f5 black pawn · d4 white pawn · e4 black knight · f4 white bishop · c3 white knight · d3 white bishop · e3 white pawn · f3 white knight · a2 white pawn · b2 white pawn · c2 white queen · f2 white pawn · g2 white pawn · h2 white pawn · c1 white rook · f1 white rook · g1 white king | a8 black rook · c8 black bishop · d8 black queen · e8 black rook · g8 black king · b7 black pawn · d7 black knight · e7 black bishop · g7 black pawn · h7 black pawn · a6 black pawn · c6 black pawn · d5 black pawn · f5 black pawn · d4 white pawn · e4 black knight · f4 white bishop · c3 white knight · d3 white bishop · e3 white pawn · f3 white knight · a2 white pawn · b2 white pawn · c2 white queen · f2 white pawn · g2 white pawn · h2 white pawn · c1 white rook · f1 white rook · g1 white king | a8 black rook · c8 black bishop · d8 black queen · e8 black rook · g8 black king · b7 black pawn · d7 black knight · e7 black bishop · g7 black pawn · h7 black pawn · a6 black pawn · c6 black pawn · d5 black pawn · f5 black pawn · d4 white pawn · e4 black knight · f4 white bishop · c3 white knight · d3 white bishop · e3 white pawn · f3 white knight · a2 white pawn · b2 white pawn · c2 white queen · f2 white pawn · g2 white pawn · h2 white pawn · c1 white rook · f1 white rook · g1 white king | a8 black rook · c8 black bishop · d8 black queen · e8 black rook · g8 black king · b7 black pawn · d7 black knight · e7 black bishop · g7 black pawn · h7 black pawn · a6 black pawn · c6 black pawn · d5 black pawn · f5 black pawn · d4 white pawn · e4 black knight · f4 white bishop · c3 white knight · d3 white bishop · e3 white pawn · f3 white knight · a2 white pawn · b2 white pawn · c2 white queen · f2 white pawn · g2 white pawn · h2 white pawn · c1 white rook · f1 white rook · g1 white king | a8 black rook · c8 black bishop · d8 black queen · e8 black rook · g8 black king · b7 black pawn · d7 black knight · e7 black bishop · g7 black pawn · h7 black pawn · a6 black pawn · c6 black pawn · d5 black pawn · f5 black pawn · d4 white pawn · e4 black knight · f4 white bishop · c3 white knight · d3 white bishop · e3 white pawn · f3 white knight · a2 white pawn · b2 white pawn · c2 white queen · f2 white pawn · g2 white pawn · h2 white pawn · c1 white rook · f1 white rook · g1 white king | a8 black rook · c8 black bishop · d8 black queen · e8 black rook · g8 black king · b7 black pawn · d7 black knight · e7 black bishop · g7 black pawn · h7 black pawn · a6 black pawn · c6 black pawn · d5 black pawn · f5 black pawn · d4 white pawn · e4 black knight · f4 white bishop · c3 white knight · d3 white bishop · e3 white pawn · f3 white knight · a2 white pawn · b2 white pawn · c2 white queen · f2 white pawn · g2 white pawn · h2 white pawn · c1 white rook · f1 white rook · g1 white king | a8 black rook · c8 black bishop · d8 black queen · e8 black rook · g8 black king · b7 black pawn · d7 black knight · e7 black bishop · g7 black pawn · h7 black pawn · a6 black pawn · c6 black pawn · d5 black pawn · f5 black pawn · d4 white pawn · e4 black knight · f4 white bishop · c3 white knight · d3 white bishop · e3 white pawn · f3 white knight · a2 white pawn · b2 white pawn · c2 white queen · f2 white pawn · g2 white pawn · h2 white pawn · c1 white rook · f1 white rook · g1 white king | 8 |
| 7 | a8 black rook · c8 black bishop · d8 black queen · e8 black rook · g8 black king · b7 black pawn · d7 black knight · e7 black bishop · g7 black pawn · h7 black pawn · a6 black pawn · c6 black pawn · d5 black pawn · f5 black pawn · d4 white pawn · e4 black knight · f4 white bishop · c3 white knight · d3 white bishop · e3 white pawn · f3 white knight · a2 white pawn · b2 white pawn · c2 white queen · f2 white pawn · g2 white pawn · h2 white pawn · c1 white rook · f1 white rook · g1 white king | a8 black rook · c8 black bishop · d8 black queen · e8 black rook · g8 black king · b7 black pawn · d7 black knight · e7 black bishop · g7 black pawn · h7 black pawn · a6 black pawn · c6 black pawn · d5 black pawn · f5 black pawn · d4 white pawn · e4 black knight · f4 white bishop · c3 white knight · d3 white bishop · e3 white pawn · f3 white knight · a2 white pawn · b2 white pawn · c2 white queen · f2 white pawn · g2 white pawn · h2 white pawn · c1 white rook · f1 white rook · g1 white king | a8 black rook · c8 black bishop · d8 black queen · e8 black rook · g8 black king · b7 black pawn · d7 black knight · e7 black bishop · g7 black pawn · h7 black pawn · a6 black pawn · c6 black pawn · d5 black pawn · f5 black pawn · d4 white pawn · e4 black knight · f4 white bishop · c3 white knight · d3 white bishop · e3 white pawn · f3 white knight · a2 white pawn · b2 white pawn · c2 white queen · f2 white pawn · g2 white pawn · h2 white pawn · c1 white rook · f1 white rook · g1 white king | a8 black rook · c8 black bishop · d8 black queen · e8 black rook · g8 black king · b7 black pawn · d7 black knight · e7 black bishop · g7 black pawn · h7 black pawn · a6 black pawn · c6 black pawn · d5 black pawn · f5 black pawn · d4 white pawn · e4 black knight · f4 white bishop · c3 white knight · d3 white bishop · e3 white pawn · f3 white knight · a2 white pawn · b2 white pawn · c2 white queen · f2 white pawn · g2 white pawn · h2 white pawn · c1 white rook · f1 white rook · g1 white king | a8 black rook · c8 black bishop · d8 black queen · e8 black rook · g8 black king · b7 black pawn · d7 black knight · e7 black bishop · g7 black pawn · h7 black pawn · a6 black pawn · c6 black pawn · d5 black pawn · f5 black pawn · d4 white pawn · e4 black knight · f4 white bishop · c3 white knight · d3 white bishop · e3 white pawn · f3 white knight · a2 white pawn · b2 white pawn · c2 white queen · f2 white pawn · g2 white pawn · h2 white pawn · c1 white rook · f1 white rook · g1 white king | a8 black rook · c8 black bishop · d8 black queen · e8 black rook · g8 black king · b7 black pawn · d7 black knight · e7 black bishop · g7 black pawn · h7 black pawn · a6 black pawn · c6 black pawn · d5 black pawn · f5 black pawn · d4 white pawn · e4 black knight · f4 white bishop · c3 white knight · d3 white bishop · e3 white pawn · f3 white knight · a2 white pawn · b2 white pawn · c2 white queen · f2 white pawn · g2 white pawn · h2 white pawn · c1 white rook · f1 white rook · g1 white king | a8 black rook · c8 black bishop · d8 black queen · e8 black rook · g8 black king · b7 black pawn · d7 black knight · e7 black bishop · g7 black pawn · h7 black pawn · a6 black pawn · c6 black pawn · d5 black pawn · f5 black pawn · d4 white pawn · e4 black knight · f4 white bishop · c3 white knight · d3 white bishop · e3 white pawn · f3 white knight · a2 white pawn · b2 white pawn · c2 white queen · f2 white pawn · g2 white pawn · h2 white pawn · c1 white rook · f1 white rook · g1 white king | a8 black rook · c8 black bishop · d8 black queen · e8 black rook · g8 black king · b7 black pawn · d7 black knight · e7 black bishop · g7 black pawn · h7 black pawn · a6 black pawn · c6 black pawn · d5 black pawn · f5 black pawn · d4 white pawn · e4 black knight · f4 white bishop · c3 white knight · d3 white bishop · e3 white pawn · f3 white knight · a2 white pawn · b2 white pawn · c2 white queen · f2 white pawn · g2 white pawn · h2 white pawn · c1 white rook · f1 white rook · g1 white king | 7 |
| 6 | a8 black rook · c8 black bishop · d8 black queen · e8 black rook · g8 black king · b7 black pawn · d7 black knight · e7 black bishop · g7 black pawn · h7 black pawn · a6 black pawn · c6 black pawn · d5 black pawn · f5 black pawn · d4 white pawn · e4 black knight · f4 white bishop · c3 white knight · d3 white bishop · e3 white pawn · f3 white knight · a2 white pawn · b2 white pawn · c2 white queen · f2 white pawn · g2 white pawn · h2 white pawn · c1 white rook · f1 white rook · g1 white king | a8 black rook · c8 black bishop · d8 black queen · e8 black rook · g8 black king · b7 black pawn · d7 black knight · e7 black bishop · g7 black pawn · h7 black pawn · a6 black pawn · c6 black pawn · d5 black pawn · f5 black pawn · d4 white pawn · e4 black knight · f4 white bishop · c3 white knight · d3 white bishop · e3 white pawn · f3 white knight · a2 white pawn · b2 white pawn · c2 white queen · f2 white pawn · g2 white pawn · h2 white pawn · c1 white rook · f1 white rook · g1 white king | a8 black rook · c8 black bishop · d8 black queen · e8 black rook · g8 black king · b7 black pawn · d7 black knight · e7 black bishop · g7 black pawn · h7 black pawn · a6 black pawn · c6 black pawn · d5 black pawn · f5 black pawn · d4 white pawn · e4 black knight · f4 white bishop · c3 white knight · d3 white bishop · e3 white pawn · f3 white knight · a2 white pawn · b2 white pawn · c2 white queen · f2 white pawn · g2 white pawn · h2 white pawn · c1 white rook · f1 white rook · g1 white king | a8 black rook · c8 black bishop · d8 black queen · e8 black rook · g8 black king · b7 black pawn · d7 black knight · e7 black bishop · g7 black pawn · h7 black pawn · a6 black pawn · c6 black pawn · d5 black pawn · f5 black pawn · d4 white pawn · e4 black knight · f4 white bishop · c3 white knight · d3 white bishop · e3 white pawn · f3 white knight · a2 white pawn · b2 white pawn · c2 white queen · f2 white pawn · g2 white pawn · h2 white pawn · c1 white rook · f1 white rook · g1 white king | a8 black rook · c8 black bishop · d8 black queen · e8 black rook · g8 black king · b7 black pawn · d7 black knight · e7 black bishop · g7 black pawn · h7 black pawn · a6 black pawn · c6 black pawn · d5 black pawn · f5 black pawn · d4 white pawn · e4 black knight · f4 white bishop · c3 white knight · d3 white bishop · e3 white pawn · f3 white knight · a2 white pawn · b2 white pawn · c2 white queen · f2 white pawn · g2 white pawn · h2 white pawn · c1 white rook · f1 white rook · g1 white king | a8 black rook · c8 black bishop · d8 black queen · e8 black rook · g8 black king · b7 black pawn · d7 black knight · e7 black bishop · g7 black pawn · h7 black pawn · a6 black pawn · c6 black pawn · d5 black pawn · f5 black pawn · d4 white pawn · e4 black knight · f4 white bishop · c3 white knight · d3 white bishop · e3 white pawn · f3 white knight · a2 white pawn · b2 white pawn · c2 white queen · f2 white pawn · g2 white pawn · h2 white pawn · c1 white rook · f1 white rook · g1 white king | a8 black rook · c8 black bishop · d8 black queen · e8 black rook · g8 black king · b7 black pawn · d7 black knight · e7 black bishop · g7 black pawn · h7 black pawn · a6 black pawn · c6 black pawn · d5 black pawn · f5 black pawn · d4 white pawn · e4 black knight · f4 white bishop · c3 white knight · d3 white bishop · e3 white pawn · f3 white knight · a2 white pawn · b2 white pawn · c2 white queen · f2 white pawn · g2 white pawn · h2 white pawn · c1 white rook · f1 white rook · g1 white king | a8 black rook · c8 black bishop · d8 black queen · e8 black rook · g8 black king · b7 black pawn · d7 black knight · e7 black bishop · g7 black pawn · h7 black pawn · a6 black pawn · c6 black pawn · d5 black pawn · f5 black pawn · d4 white pawn · e4 black knight · f4 white bishop · c3 white knight · d3 white bishop · e3 white pawn · f3 white knight · a2 white pawn · b2 white pawn · c2 white queen · f2 white pawn · g2 white pawn · h2 white pawn · c1 white rook · f1 white rook · g1 white king | 6 |
| 5 | a8 black rook · c8 black bishop · d8 black queen · e8 black rook · g8 black king · b7 black pawn · d7 black knight · e7 black bishop · g7 black pawn · h7 black pawn · a6 black pawn · c6 black pawn · d5 black pawn · f5 black pawn · d4 white pawn · e4 black knight · f4 white bishop · c3 white knight · d3 white bishop · e3 white pawn · f3 white knight · a2 white pawn · b2 white pawn · c2 white queen · f2 white pawn · g2 white pawn · h2 white pawn · c1 white rook · f1 white rook · g1 white king | a8 black rook · c8 black bishop · d8 black queen · e8 black rook · g8 black king · b7 black pawn · d7 black knight · e7 black bishop · g7 black pawn · h7 black pawn · a6 black pawn · c6 black pawn · d5 black pawn · f5 black pawn · d4 white pawn · e4 black knight · f4 white bishop · c3 white knight · d3 white bishop · e3 white pawn · f3 white knight · a2 white pawn · b2 white pawn · c2 white queen · f2 white pawn · g2 white pawn · h2 white pawn · c1 white rook · f1 white rook · g1 white king | a8 black rook · c8 black bishop · d8 black queen · e8 black rook · g8 black king · b7 black pawn · d7 black knight · e7 black bishop · g7 black pawn · h7 black pawn · a6 black pawn · c6 black pawn · d5 black pawn · f5 black pawn · d4 white pawn · e4 black knight · f4 white bishop · c3 white knight · d3 white bishop · e3 white pawn · f3 white knight · a2 white pawn · b2 white pawn · c2 white queen · f2 white pawn · g2 white pawn · h2 white pawn · c1 white rook · f1 white rook · g1 white king | a8 black rook · c8 black bishop · d8 black queen · e8 black rook · g8 black king · b7 black pawn · d7 black knight · e7 black bishop · g7 black pawn · h7 black pawn · a6 black pawn · c6 black pawn · d5 black pawn · f5 black pawn · d4 white pawn · e4 black knight · f4 white bishop · c3 white knight · d3 white bishop · e3 white pawn · f3 white knight · a2 white pawn · b2 white pawn · c2 white queen · f2 white pawn · g2 white pawn · h2 white pawn · c1 white rook · f1 white rook · g1 white king | a8 black rook · c8 black bishop · d8 black queen · e8 black rook · g8 black king · b7 black pawn · d7 black knight · e7 black bishop · g7 black pawn · h7 black pawn · a6 black pawn · c6 black pawn · d5 black pawn · f5 black pawn · d4 white pawn · e4 black knight · f4 white bishop · c3 white knight · d3 white bishop · e3 white pawn · f3 white knight · a2 white pawn · b2 white pawn · c2 white queen · f2 white pawn · g2 white pawn · h2 white pawn · c1 white rook · f1 white rook · g1 white king | a8 black rook · c8 black bishop · d8 black queen · e8 black rook · g8 black king · b7 black pawn · d7 black knight · e7 black bishop · g7 black pawn · h7 black pawn · a6 black pawn · c6 black pawn · d5 black pawn · f5 black pawn · d4 white pawn · e4 black knight · f4 white bishop · c3 white knight · d3 white bishop · e3 white pawn · f3 white knight · a2 white pawn · b2 white pawn · c2 white queen · f2 white pawn · g2 white pawn · h2 white pawn · c1 white rook · f1 white rook · g1 white king | a8 black rook · c8 black bishop · d8 black queen · e8 black rook · g8 black king · b7 black pawn · d7 black knight · e7 black bishop · g7 black pawn · h7 black pawn · a6 black pawn · c6 black pawn · d5 black pawn · f5 black pawn · d4 white pawn · e4 black knight · f4 white bishop · c3 white knight · d3 white bishop · e3 white pawn · f3 white knight · a2 white pawn · b2 white pawn · c2 white queen · f2 white pawn · g2 white pawn · h2 white pawn · c1 white rook · f1 white rook · g1 white king | a8 black rook · c8 black bishop · d8 black queen · e8 black rook · g8 black king · b7 black pawn · d7 black knight · e7 black bishop · g7 black pawn · h7 black pawn · a6 black pawn · c6 black pawn · d5 black pawn · f5 black pawn · d4 white pawn · e4 black knight · f4 white bishop · c3 white knight · d3 white bishop · e3 white pawn · f3 white knight · a2 white pawn · b2 white pawn · c2 white queen · f2 white pawn · g2 white pawn · h2 white pawn · c1 white rook · f1 white rook · g1 white king | 5 |
| 4 | a8 black rook · c8 black bishop · d8 black queen · e8 black rook · g8 black king · b7 black pawn · d7 black knight · e7 black bishop · g7 black pawn · h7 black pawn · a6 black pawn · c6 black pawn · d5 black pawn · f5 black pawn · d4 white pawn · e4 black knight · f4 white bishop · c3 white knight · d3 white bishop · e3 white pawn · f3 white knight · a2 white pawn · b2 white pawn · c2 white queen · f2 white pawn · g2 white pawn · h2 white pawn · c1 white rook · f1 white rook · g1 white king | a8 black rook · c8 black bishop · d8 black queen · e8 black rook · g8 black king · b7 black pawn · d7 black knight · e7 black bishop · g7 black pawn · h7 black pawn · a6 black pawn · c6 black pawn · d5 black pawn · f5 black pawn · d4 white pawn · e4 black knight · f4 white bishop · c3 white knight · d3 white bishop · e3 white pawn · f3 white knight · a2 white pawn · b2 white pawn · c2 white queen · f2 white pawn · g2 white pawn · h2 white pawn · c1 white rook · f1 white rook · g1 white king | a8 black rook · c8 black bishop · d8 black queen · e8 black rook · g8 black king · b7 black pawn · d7 black knight · e7 black bishop · g7 black pawn · h7 black pawn · a6 black pawn · c6 black pawn · d5 black pawn · f5 black pawn · d4 white pawn · e4 black knight · f4 white bishop · c3 white knight · d3 white bishop · e3 white pawn · f3 white knight · a2 white pawn · b2 white pawn · c2 white queen · f2 white pawn · g2 white pawn · h2 white pawn · c1 white rook · f1 white rook · g1 white king | a8 black rook · c8 black bishop · d8 black queen · e8 black rook · g8 black king · b7 black pawn · d7 black knight · e7 black bishop · g7 black pawn · h7 black pawn · a6 black pawn · c6 black pawn · d5 black pawn · f5 black pawn · d4 white pawn · e4 black knight · f4 white bishop · c3 white knight · d3 white bishop · e3 white pawn · f3 white knight · a2 white pawn · b2 white pawn · c2 white queen · f2 white pawn · g2 white pawn · h2 white pawn · c1 white rook · f1 white rook · g1 white king | a8 black rook · c8 black bishop · d8 black queen · e8 black rook · g8 black king · b7 black pawn · d7 black knight · e7 black bishop · g7 black pawn · h7 black pawn · a6 black pawn · c6 black pawn · d5 black pawn · f5 black pawn · d4 white pawn · e4 black knight · f4 white bishop · c3 white knight · d3 white bishop · e3 white pawn · f3 white knight · a2 white pawn · b2 white pawn · c2 white queen · f2 white pawn · g2 white pawn · h2 white pawn · c1 white rook · f1 white rook · g1 white king | a8 black rook · c8 black bishop · d8 black queen · e8 black rook · g8 black king · b7 black pawn · d7 black knight · e7 black bishop · g7 black pawn · h7 black pawn · a6 black pawn · c6 black pawn · d5 black pawn · f5 black pawn · d4 white pawn · e4 black knight · f4 white bishop · c3 white knight · d3 white bishop · e3 white pawn · f3 white knight · a2 white pawn · b2 white pawn · c2 white queen · f2 white pawn · g2 white pawn · h2 white pawn · c1 white rook · f1 white rook · g1 white king | a8 black rook · c8 black bishop · d8 black queen · e8 black rook · g8 black king · b7 black pawn · d7 black knight · e7 black bishop · g7 black pawn · h7 black pawn · a6 black pawn · c6 black pawn · d5 black pawn · f5 black pawn · d4 white pawn · e4 black knight · f4 white bishop · c3 white knight · d3 white bishop · e3 white pawn · f3 white knight · a2 white pawn · b2 white pawn · c2 white queen · f2 white pawn · g2 white pawn · h2 white pawn · c1 white rook · f1 white rook · g1 white king | a8 black rook · c8 black bishop · d8 black queen · e8 black rook · g8 black king · b7 black pawn · d7 black knight · e7 black bishop · g7 black pawn · h7 black pawn · a6 black pawn · c6 black pawn · d5 black pawn · f5 black pawn · d4 white pawn · e4 black knight · f4 white bishop · c3 white knight · d3 white bishop · e3 white pawn · f3 white knight · a2 white pawn · b2 white pawn · c2 white queen · f2 white pawn · g2 white pawn · h2 white pawn · c1 white rook · f1 white rook · g1 white king | 4 |
| 3 | a8 black rook · c8 black bishop · d8 black queen · e8 black rook · g8 black king · b7 black pawn · d7 black knight · e7 black bishop · g7 black pawn · h7 black pawn · a6 black pawn · c6 black pawn · d5 black pawn · f5 black pawn · d4 white pawn · e4 black knight · f4 white bishop · c3 white knight · d3 white bishop · e3 white pawn · f3 white knight · a2 white pawn · b2 white pawn · c2 white queen · f2 white pawn · g2 white pawn · h2 white pawn · c1 white rook · f1 white rook · g1 white king | a8 black rook · c8 black bishop · d8 black queen · e8 black rook · g8 black king · b7 black pawn · d7 black knight · e7 black bishop · g7 black pawn · h7 black pawn · a6 black pawn · c6 black pawn · d5 black pawn · f5 black pawn · d4 white pawn · e4 black knight · f4 white bishop · c3 white knight · d3 white bishop · e3 white pawn · f3 white knight · a2 white pawn · b2 white pawn · c2 white queen · f2 white pawn · g2 white pawn · h2 white pawn · c1 white rook · f1 white rook · g1 white king | a8 black rook · c8 black bishop · d8 black queen · e8 black rook · g8 black king · b7 black pawn · d7 black knight · e7 black bishop · g7 black pawn · h7 black pawn · a6 black pawn · c6 black pawn · d5 black pawn · f5 black pawn · d4 white pawn · e4 black knight · f4 white bishop · c3 white knight · d3 white bishop · e3 white pawn · f3 white knight · a2 white pawn · b2 white pawn · c2 white queen · f2 white pawn · g2 white pawn · h2 white pawn · c1 white rook · f1 white rook · g1 white king | a8 black rook · c8 black bishop · d8 black queen · e8 black rook · g8 black king · b7 black pawn · d7 black knight · e7 black bishop · g7 black pawn · h7 black pawn · a6 black pawn · c6 black pawn · d5 black pawn · f5 black pawn · d4 white pawn · e4 black knight · f4 white bishop · c3 white knight · d3 white bishop · e3 white pawn · f3 white knight · a2 white pawn · b2 white pawn · c2 white queen · f2 white pawn · g2 white pawn · h2 white pawn · c1 white rook · f1 white rook · g1 white king | a8 black rook · c8 black bishop · d8 black queen · e8 black rook · g8 black king · b7 black pawn · d7 black knight · e7 black bishop · g7 black pawn · h7 black pawn · a6 black pawn · c6 black pawn · d5 black pawn · f5 black pawn · d4 white pawn · e4 black knight · f4 white bishop · c3 white knight · d3 white bishop · e3 white pawn · f3 white knight · a2 white pawn · b2 white pawn · c2 white queen · f2 white pawn · g2 white pawn · h2 white pawn · c1 white rook · f1 white rook · g1 white king | a8 black rook · c8 black bishop · d8 black queen · e8 black rook · g8 black king · b7 black pawn · d7 black knight · e7 black bishop · g7 black pawn · h7 black pawn · a6 black pawn · c6 black pawn · d5 black pawn · f5 black pawn · d4 white pawn · e4 black knight · f4 white bishop · c3 white knight · d3 white bishop · e3 white pawn · f3 white knight · a2 white pawn · b2 white pawn · c2 white queen · f2 white pawn · g2 white pawn · h2 white pawn · c1 white rook · f1 white rook · g1 white king | a8 black rook · c8 black bishop · d8 black queen · e8 black rook · g8 black king · b7 black pawn · d7 black knight · e7 black bishop · g7 black pawn · h7 black pawn · a6 black pawn · c6 black pawn · d5 black pawn · f5 black pawn · d4 white pawn · e4 black knight · f4 white bishop · c3 white knight · d3 white bishop · e3 white pawn · f3 white knight · a2 white pawn · b2 white pawn · c2 white queen · f2 white pawn · g2 white pawn · h2 white pawn · c1 white rook · f1 white rook · g1 white king | a8 black rook · c8 black bishop · d8 black queen · e8 black rook · g8 black king · b7 black pawn · d7 black knight · e7 black bishop · g7 black pawn · h7 black pawn · a6 black pawn · c6 black pawn · d5 black pawn · f5 black pawn · d4 white pawn · e4 black knight · f4 white bishop · c3 white knight · d3 white bishop · e3 white pawn · f3 white knight · a2 white pawn · b2 white pawn · c2 white queen · f2 white pawn · g2 white pawn · h2 white pawn · c1 white rook · f1 white rook · g1 white king | 3 |
| 2 | a8 black rook · c8 black bishop · d8 black queen · e8 black rook · g8 black king · b7 black pawn · d7 black knight · e7 black bishop · g7 black pawn · h7 black pawn · a6 black pawn · c6 black pawn · d5 black pawn · f5 black pawn · d4 white pawn · e4 black knight · f4 white bishop · c3 white knight · d3 white bishop · e3 white pawn · f3 white knight · a2 white pawn · b2 white pawn · c2 white queen · f2 white pawn · g2 white pawn · h2 white pawn · c1 white rook · f1 white rook · g1 white king | a8 black rook · c8 black bishop · d8 black queen · e8 black rook · g8 black king · b7 black pawn · d7 black knight · e7 black bishop · g7 black pawn · h7 black pawn · a6 black pawn · c6 black pawn · d5 black pawn · f5 black pawn · d4 white pawn · e4 black knight · f4 white bishop · c3 white knight · d3 white bishop · e3 white pawn · f3 white knight · a2 white pawn · b2 white pawn · c2 white queen · f2 white pawn · g2 white pawn · h2 white pawn · c1 white rook · f1 white rook · g1 white king | a8 black rook · c8 black bishop · d8 black queen · e8 black rook · g8 black king · b7 black pawn · d7 black knight · e7 black bishop · g7 black pawn · h7 black pawn · a6 black pawn · c6 black pawn · d5 black pawn · f5 black pawn · d4 white pawn · e4 black knight · f4 white bishop · c3 white knight · d3 white bishop · e3 white pawn · f3 white knight · a2 white pawn · b2 white pawn · c2 white queen · f2 white pawn · g2 white pawn · h2 white pawn · c1 white rook · f1 white rook · g1 white king | a8 black rook · c8 black bishop · d8 black queen · e8 black rook · g8 black king · b7 black pawn · d7 black knight · e7 black bishop · g7 black pawn · h7 black pawn · a6 black pawn · c6 black pawn · d5 black pawn · f5 black pawn · d4 white pawn · e4 black knight · f4 white bishop · c3 white knight · d3 white bishop · e3 white pawn · f3 white knight · a2 white pawn · b2 white pawn · c2 white queen · f2 white pawn · g2 white pawn · h2 white pawn · c1 white rook · f1 white rook · g1 white king | a8 black rook · c8 black bishop · d8 black queen · e8 black rook · g8 black king · b7 black pawn · d7 black knight · e7 black bishop · g7 black pawn · h7 black pawn · a6 black pawn · c6 black pawn · d5 black pawn · f5 black pawn · d4 white pawn · e4 black knight · f4 white bishop · c3 white knight · d3 white bishop · e3 white pawn · f3 white knight · a2 white pawn · b2 white pawn · c2 white queen · f2 white pawn · g2 white pawn · h2 white pawn · c1 white rook · f1 white rook · g1 white king | a8 black rook · c8 black bishop · d8 black queen · e8 black rook · g8 black king · b7 black pawn · d7 black knight · e7 black bishop · g7 black pawn · h7 black pawn · a6 black pawn · c6 black pawn · d5 black pawn · f5 black pawn · d4 white pawn · e4 black knight · f4 white bishop · c3 white knight · d3 white bishop · e3 white pawn · f3 white knight · a2 white pawn · b2 white pawn · c2 white queen · f2 white pawn · g2 white pawn · h2 white pawn · c1 white rook · f1 white rook · g1 white king | a8 black rook · c8 black bishop · d8 black queen · e8 black rook · g8 black king · b7 black pawn · d7 black knight · e7 black bishop · g7 black pawn · h7 black pawn · a6 black pawn · c6 black pawn · d5 black pawn · f5 black pawn · d4 white pawn · e4 black knight · f4 white bishop · c3 white knight · d3 white bishop · e3 white pawn · f3 white knight · a2 white pawn · b2 white pawn · c2 white queen · f2 white pawn · g2 white pawn · h2 white pawn · c1 white rook · f1 white rook · g1 white king | a8 black rook · c8 black bishop · d8 black queen · e8 black rook · g8 black king · b7 black pawn · d7 black knight · e7 black bishop · g7 black pawn · h7 black pawn · a6 black pawn · c6 black pawn · d5 black pawn · f5 black pawn · d4 white pawn · e4 black knight · f4 white bishop · c3 white knight · d3 white bishop · e3 white pawn · f3 white knight · a2 white pawn · b2 white pawn · c2 white queen · f2 white pawn · g2 white pawn · h2 white pawn · c1 white rook · f1 white rook · g1 white king | 2 |
| 1 | a8 black rook · c8 black bishop · d8 black queen · e8 black rook · g8 black king · b7 black pawn · d7 black knight · e7 black bishop · g7 black pawn · h7 black pawn · a6 black pawn · c6 black pawn · d5 black pawn · f5 black pawn · d4 white pawn · e4 black knight · f4 white bishop · c3 white knight · d3 white bishop · e3 white pawn · f3 white knight · a2 white pawn · b2 white pawn · c2 white queen · f2 white pawn · g2 white pawn · h2 white pawn · c1 white rook · f1 white rook · g1 white king | a8 black rook · c8 black bishop · d8 black queen · e8 black rook · g8 black king · b7 black pawn · d7 black knight · e7 black bishop · g7 black pawn · h7 black pawn · a6 black pawn · c6 black pawn · d5 black pawn · f5 black pawn · d4 white pawn · e4 black knight · f4 white bishop · c3 white knight · d3 white bishop · e3 white pawn · f3 white knight · a2 white pawn · b2 white pawn · c2 white queen · f2 white pawn · g2 white pawn · h2 white pawn · c1 white rook · f1 white rook · g1 white king | a8 black rook · c8 black bishop · d8 black queen · e8 black rook · g8 black king · b7 black pawn · d7 black knight · e7 black bishop · g7 black pawn · h7 black pawn · a6 black pawn · c6 black pawn · d5 black pawn · f5 black pawn · d4 white pawn · e4 black knight · f4 white bishop · c3 white knight · d3 white bishop · e3 white pawn · f3 white knight · a2 white pawn · b2 white pawn · c2 white queen · f2 white pawn · g2 white pawn · h2 white pawn · c1 white rook · f1 white rook · g1 white king | a8 black rook · c8 black bishop · d8 black queen · e8 black rook · g8 black king · b7 black pawn · d7 black knight · e7 black bishop · g7 black pawn · h7 black pawn · a6 black pawn · c6 black pawn · d5 black pawn · f5 black pawn · d4 white pawn · e4 black knight · f4 white bishop · c3 white knight · d3 white bishop · e3 white pawn · f3 white knight · a2 white pawn · b2 white pawn · c2 white queen · f2 white pawn · g2 white pawn · h2 white pawn · c1 white rook · f1 white rook · g1 white king | a8 black rook · c8 black bishop · d8 black queen · e8 black rook · g8 black king · b7 black pawn · d7 black knight · e7 black bishop · g7 black pawn · h7 black pawn · a6 black pawn · c6 black pawn · d5 black pawn · f5 black pawn · d4 white pawn · e4 black knight · f4 white bishop · c3 white knight · d3 white bishop · e3 white pawn · f3 white knight · a2 white pawn · b2 white pawn · c2 white queen · f2 white pawn · g2 white pawn · h2 white pawn · c1 white rook · f1 white rook · g1 white king | a8 black rook · c8 black bishop · d8 black queen · e8 black rook · g8 black king · b7 black pawn · d7 black knight · e7 black bishop · g7 black pawn · h7 black pawn · a6 black pawn · c6 black pawn · d5 black pawn · f5 black pawn · d4 white pawn · e4 black knight · f4 white bishop · c3 white knight · d3 white bishop · e3 white pawn · f3 white knight · a2 white pawn · b2 white pawn · c2 white queen · f2 white pawn · g2 white pawn · h2 white pawn · c1 white rook · f1 white rook · g1 white king | a8 black rook · c8 black bishop · d8 black queen · e8 black rook · g8 black king · b7 black pawn · d7 black knight · e7 black bishop · g7 black pawn · h7 black pawn · a6 black pawn · c6 black pawn · d5 black pawn · f5 black pawn · d4 white pawn · e4 black knight · f4 white bishop · c3 white knight · d3 white bishop · e3 white pawn · f3 white knight · a2 white pawn · b2 white pawn · c2 white queen · f2 white pawn · g2 white pawn · h2 white pawn · c1 white rook · f1 white rook · g1 white king | a8 black rook · c8 black bishop · d8 black queen · e8 black rook · g8 black king · b7 black pawn · d7 black knight · e7 black bishop · g7 black pawn · h7 black pawn · a6 black pawn · c6 black pawn · d5 black pawn · f5 black pawn · d4 white pawn · e4 black knight · f4 white bishop · c3 white knight · d3 white bishop · e3 white pawn · f3 white knight · a2 white pawn · b2 white pawn · c2 white queen · f2 white pawn · g2 white pawn · h2 white pawn · c1 white rook · f1 white rook · g1 white king | 1 |
|   | a | b | c | d | e | f | g | h |   |

Bẫy Rubinstein là một cái bẫy trong khai cuộc Gambit Hậu không tiếp nhận (QGD), biến Phòng thủ Orthodox. Trong thế cờ ở hình bên, Đen sẽ mất Tốt sau khi Mxd5 do mối đe dọa Hậu rơi vào bẫy; nếu Đen ăn Mã bằng cxd5, họ sẽ mất Hậu bởi Tc7.

## Lịch sử
Cái bẫy này được đặt theo tên của Đại kiện tướng Akiba Rubinstein, người đã không may là nạn nhân của nó hai lần; lần đầu là trong ván Max Euwe-Rubinstein, diễn ra ở Bad Kissingen năm 1928, và lần hai là ván Alexander Alekhine-Rubinstein tại giải cờ vua San Remo 1930. Rubinstein không phải là nạn nhân đầu tiên, lần đầu người ta ghi nhận được cái bẫy này là ở ván Amos Burn-Heinrich Wolf, diễn ra tại Ostend năm 1905.
Diễn biến dưới đây trích từ ván Alekhine–Rubinstein, San Remo 1930
1. d4 d5 2. Mf3 Mf6 3. c4 e6
Khai cuộc Gambit Hậu không tiếp nhận.
4. Tg5 Mbd7 5. e3 Te7 6. Mc3 0-0 7. Xc1 Xe8 8. Hc2 a6 9. cxd5 exd5 10. Td3 c6 11. 0-0 Me4 12. Tf4 f5? (xem hình)
Với việc chơi 12...f5?, Đen đã rơi vào bẫy.
13. Mxd5
Và Trắng hơn Tốt vì nếu 13...cxd5??, Đen mất Hậu bởi 14.Tc7.